# Montse Pascual i Vilapua
Montse Pascual i Vilapua (La Palma de Cervelló, 1965), és una escaladora catalana. Fou una de les primeres esportistes estatals en practicar l'escalada esportiva. És considerada la reina de l'escalada esportiva femenina estatal de finals dels anys 80. És neta de Lluís Pascual Roca i germana de Pep Pascual i Vilapua.

## Trajectòria
Va començar a escalar a les Muntanyes de l'Ordal de la serralada litoral. El 1987 va guanyar el primer premi internacional d'escalada esportiva, celebrat als municipis de La Riba i Montblanc. Posteriorment guanyaria diversos premis i campionats més, celebrats abans de la formalització de la Federació Espanyola de Muntanya

## Premis i reconeixements
- 1987 - Campiona del 1r gran Premi Internacional de Escalada Deportiva.[2][5]
- 1987 - Medalla de Bronze en el I Campionat del món, celebrat a Grenoble[4]
- 1988 - Campiona del 2n Gran Premio Internacional de Escalada Deportiva.[6]
- 1989 - Campiona de la Primera copa de Donosti d'Escalada Deportiva